# Peter Regli
Peter Regli (født 5. februar 1963) er en tidligere dansk atlet. Han var medlem af Esbjerg AF (-1982), Viby IF (1983-1989) og Aarhus 1900 (1990).
Træner var Erik Barslev.
Regli er i dag tandlæge i Nakskov.

## Nordiske mesterskaber
- Guld 1985 60 meter

## Danske mesterskaber
- Guld 1987 100 meter 11.05
- Sølv 1987 200 meter 22.02
- Sølv 1985 200 meter 21.74
- Bronze 1985 100 meter 10.79
- Guld 1984 200 meter 21.49
- Sølv 1984 100 meter 10.61
- Guld 1983 100 meter 10.57
- Sølv 1983 200 meter 21.61
- Sølv 1982 100 meter 10.92

## Personlige rekord
- 60 meter: 6,77 (1985)
- 100 meter: 10,48 (1986)
- 200 meter: 21,32 (1986)